# 軟毛岩瓷蟹
軟毛岩瓷蟹（学名：Petrolisthes pubescens）为瓷蟹科岩瓷蟹屬下的一个种。